# Lalage melanoleuca
Lagarteiro-alvinegro ou lagarteirinho-alvinegro (Lalage melanoleuca) é uma espécie de ave da família Campephagidae.
É endémica das Filipinas.
Os seus habitats naturais são: florestas subtropicais ou tropicais húmidas de baixa altitude.